# Al-Mutla

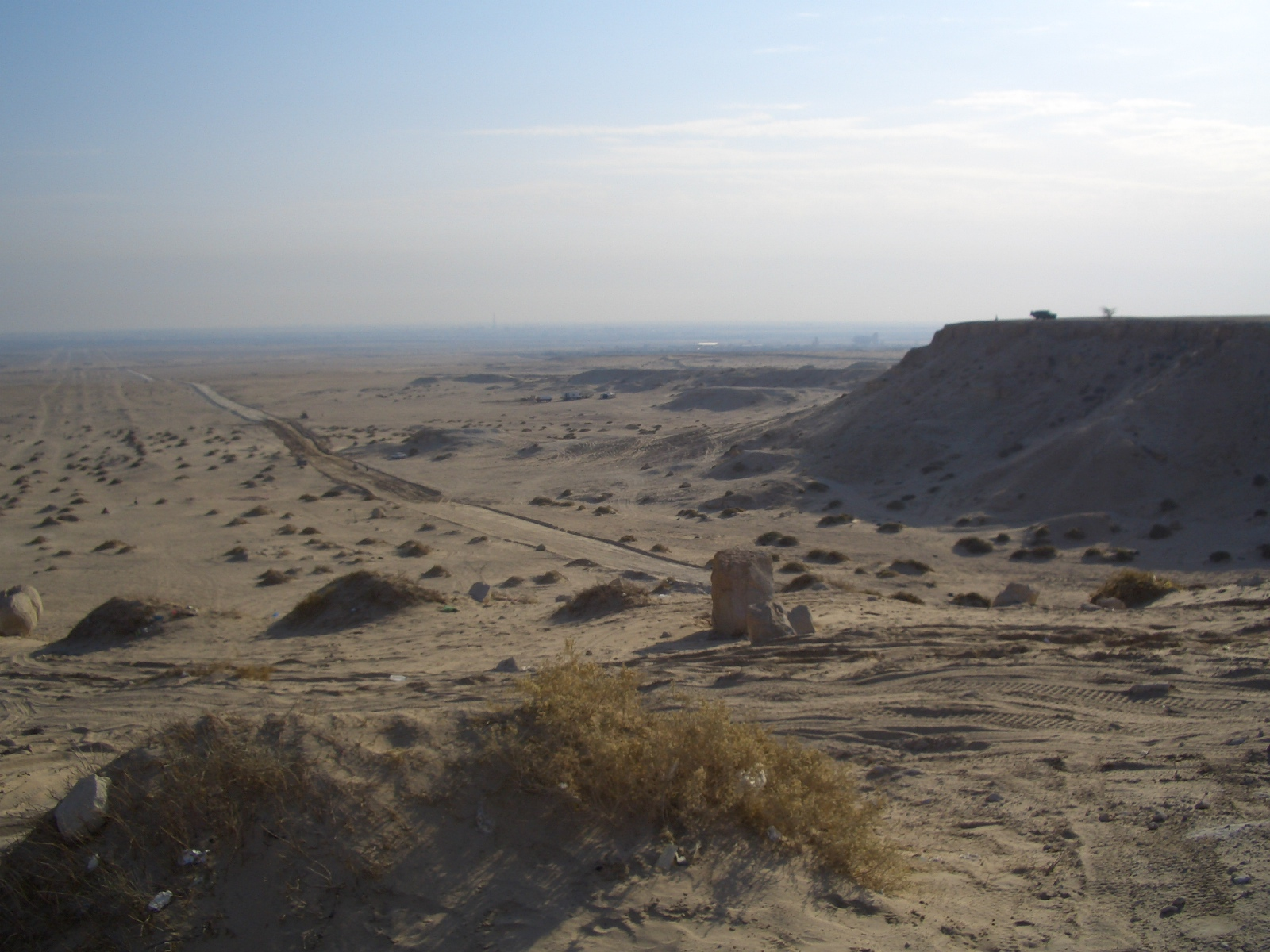
Widok z Al-Mutla

Al-Mutla (arab. ‏المطلاع‎, Al-Muṭlāʿ) – wzniesienie w Kuwejcie, w muhafazie Al-Dżahra, najwyższy punkt w kraju, położony na wysokości 306 metrów n.p.m. 

## Historia

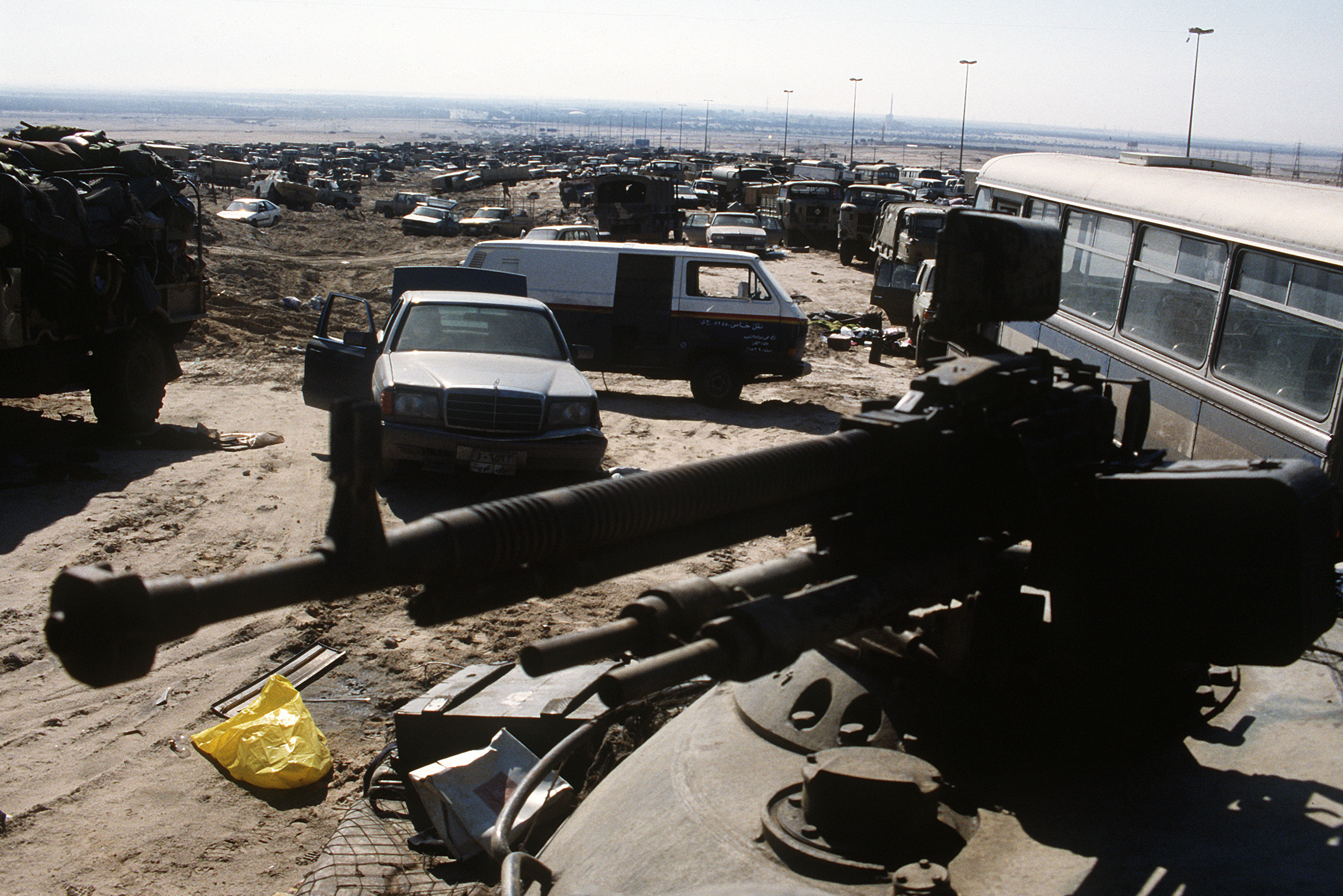
Porzucone pojazdy blokujące autostradę Basra-Kuwejt po odwrocie sił irackich w 1991 roku

Podczas I wojny w Zatoce Perskiej siły irackie opanowały wzniesienie, skąd zamierzały uderzyć w jednostki saudyjskie. W lutym 1991 roku amerykańskie samoloty zaatakowały wycofujące się siły irackie uciekające z Kuwejtu w kierunku Basry na „Autostradzie Śmierci”. 
Siły koalicyjne wykorzystały później skalistą wychodnię do budowy wież komunikacyjnych, aby komunikować się z wojskami w Iraku. 
Podczas operacji Pustynna Wiosna w 2003 roku, oddział 45. dywizji 1/179 piechoty B Gwardii Narodowej Oklahomy, a następnie Gwardii Narodowej Indiany obserwował i bronił placówki do końca wojny, kiedy został przeniesiony do bazy lotniczej Tallil w Iraku. W 2003 roku przebywała tam również 946. Transportation Co., jednostka rezerwowa z miasta Lewes w stanie Delaware. 